# Juan Carlos Corcuera

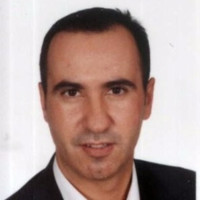
Juan Carlos Corcuera Plaza

Juan Carlos Corcuera Plaza, nacido el 8 de septiembre de 1969 en Sabadell (Barcelona, Cataluña), es un político español,  Diputado por Barcelona en el Congreso de los Diputados en las VII, IX y X legislaturas (2004-2015). Miembro del Grupo Parlamentario Socialista del Congreso.
Concejal en el Ajuntament de Sabadell (2018-2019), miembro del Grupo Municipal Socialista de Sabadell.
Abogado en ejercicio.
Licenciado en Derecho, Licenciado en Ciencias Políticas-Sociología y Licenciado en Historia por la UAB, Programa en Derecho de las TIC en ESADE y Programa de Liderazgo en Gestión Pública en IESE. Doctorando en Derecho (pendiente de Tesis doctoral). 

## Actividad política
Afiliado en el PSC desde 1991
Gerente de las JSC (1998-99)
Secretario de Organización y Finanzas del PSC- Sabadell (1999-2004)
Conseller Nacional del PSC (2004-2015)
Actividad en el Congreso de los Diputados:
- Portavoz en la Comisión de Seguridad Vial y Movilidad Sostenible (2008-2015)
- Vocal de la Comisión de Interior (2004-2015) y Secretario segundo de la Mesa de la Comisión de Interior (2011-2015)
- Secretario Primero de la Comisión de Presupuestos (2004-2008)
- Vocal de la Comisión de Industria, Turismo y Comercio y Portavoz en Sociedad de la Información (2004-2010)
- Vocal de la Comisión de Administraciones Públicas (2004-2008)
- Vocal de la Comisión de Cooperación Internacional para el Desarrollo (2012-2013)
- Vocal de la Comisión de Justicia (2013-2015)
- Ponente (entre otros) de los siguientes Proyectos de ley:   P.L. Medidas de impulso de la televisión digital terrestre, P. L. Medidas Impulso de la Sociedad Información, P.L. Acceso electrónico ciudadanos a las Admin. Públicas, P. L Mod. Ley Tráfico en materia sancionadora,  P. L. Mod. texto articulado Ley sobre Tráfico, P.L.O. Intercambio información y resol. judiciales, P. L. del Estatuto de la víctima del delito, P.L. de Carreteras, P.L. de Reforma del Sistema para la valoración de los daños y perjuicios causados a las personas en accidentes de circulación.

- Datos: Q9015321
- Multimedia: Juan Carlos Corcuera Plaza / Q9015321